# لین پرسون
لین پرسون (انگلیسی: Linn Persson؛ زادهٔ ۲۷ ژوئن ۱۹۹۴) ورزشکار دوگانه، و اسکی‌باز صحرانوردی اهل سوئد است.